# Mini John Cooper Works Rally
Mini John Cooper Works Rally – rajdowy samochód terenowy produkowany od 2016 roku przez niemiecką firmę X-raid na bazie Mini Countryman drugiej generacji z 2016. Pojazd zadebiutował w rajdzie Dakar 2017.

## Dane techniczne

### Silnik
- producent: BMW
- model: zmodyfikowany B57
- typ: 6-cylindrowy, rzędowy, turbodoładowany silnik wysokoprężny o zapłonie samoczynnym
- pojemność skokowa: 2993 cm³
- paliwo: olej napędowy
- moc maksymalna: 261 kW @ 3500 min.-1
- maksymalny moment obrotowy: 770 N•m @ 2150 min.-1

### Przeniesienie napędu
- sprzęgło: AP Racing
- mechanizm różnicowy: Xtrac
- permanentny napęd na cztery koła
- hamulce przód: hamulce tarczowe AP Racing, rozmiar ⌀320 mm x 32 mm
- hamulce tył: hamulce tarczowe AP Racing, rozmiar ⌀320 mm x 32 mm

### Wymiary i masy
- długość: 4350 mm
- szerokość: 1999 mm
- wysokość: 2000 mm
- rozstaw osi: 2900 mm

### Pozostałe
- nadwozie: zbudowane z włókna węglowego i kevlaru przez Faster
- opony: BF Goodrich, 245/80 R16
- prędkość maksymalna: 180 km/h